# Rolling Hills Estates
Rolling Hills Estates város az USA Kalifornia államában, Los Angeles megyében. Lakosainak száma 8280 fő (2020. április 1.).

## Népesség
A település népességének változása:
| Lakosok száma | 3941 | 8067 | 8280 |
|               | 1960 | 2010 | 2020 |